# Conocybe spiculoides
Conocybe spiculoides är en svampart som beskrevs av Kühner & Watling 1980. Conocybe spiculoides ingår i släktet Conocybe och familjen Bolbitiaceae.   Inga underarter finns listade i Catalogue of Life.